# Larnax steyermarkii
Larnax steyermarkii är en potatisväxtart som beskrevs av A.T. Hunziker. Larnax steyermarkii ingår i släktet Larnax och familjen potatisväxter. Inga underarter finns listade i Catalogue of Life.